# Phytomyza trolliicaulis
Phytomyza trolliicaulis este o specie de muște din genul Phytomyza, familia Agromyzidae, descrisă de Suss în anul 1989.
Este endemică în Italia. Conform Catalogue of Life specia Phytomyza trolliicaulis nu are subspecii cunoscute.